# 판원위안

판원위안 ( 중국어 :潘文淵, 1912년 7월 15일 ~ 1995년 1월 3일)은 중국계 미국인 전기 기술자이다.
그는 RCA 에서 30년간 연구원으로 근무한 후 1970년대 대만에서 집적회로 (IC) 산업 을 확립하는 데 핵심적인 역할을 했으며 대만 IC 산업의 '아버지'로 알려져 있다.
그가 사망한 후 대만 산업 기술 연구소는 대만 반도체 산업에 크게 공헌한 사람들을 포상하기 위해 판원 위안재단과 판원 위안 상을 설립했다.
그는 전기전자공학협회 (IEEE)와 미국과학진흥협회 (AAAS)의 회원이었다 .

## 어린 시절과 교육
판은 1912년 7월 15일 중화민국 장쑤성 쑤저우 에서 태어 났다 . 1935년 상하이교통대학교 전기 공학과를 졸업하고 , 1937년 중국 정부 장학금으로 미국 스탠포드대학교 대학원에 입학했다 .  그는 1939년에 학위를 취득하고 박사 학위를 받았다.

## 미국에서의 경력
제2차 세계대전 동안 그는 하버드대학교 에서 연구 과학자로 일했다.  1945년부터 1974년까지 그는 뉴저지 주 프린스턴 에 있는 RCA( Radio Corporation of America )의 연구소 에서 연구 과학자로 일했고 나중에는 이사가 되었다. .  그는 초고주파 기술을 주요 연구 분야로 100편 이상의 논문을 발표했으며 30개의 미국 특허와 200개의 국제 특허를 받았다. 그는 1958년에 무선 엔지니어 협회 ( IEEE 의 전신 )의 회원으로 선출되었으며 , 1961년에는 미국 과학 발전 협회 (AAAS)의 회원으로 선출 되었다.

## 대만 IC 산업의 발전
1966년 판은 현대 엔지니어링 및 기술 세미나(METS)를 공동 창립했으며  판은 두 번째 METS 의장이었다. 1970년대 초, 중화민국은 위기의 시기를 맞이했다. 1971년 중화민국은 유엔 에서 탈퇴 하고, 1972년 일본과 국교를 단절했으며, 1973년 글로벌 석유파동 으로 경제가 큰 타격을 입었다 .  장 칭궈(Chiang Ching-kuo) 총리 는 당시 행정원 사무총장이었던 페이화(Fei Hua)에게 과학기술 분야에서 실행할 주요 프로젝트를 결정하는 임무를 맡겼다. 페이화는 판과 회의를 가졌고 두 사람은 대만의 전자 산업을 발전시켜야 한다는 데 동의했다.
1974년 2월 7일, 판은 경제부 장관 쑨윈수안, 교통부 장관 가오유 등 6명의 대만 정부 관료들과 함께 타이베이 샤오신신( 중국어 :小欣欣, 병음 : Xiaåxīnxīn ) 두유가게 에서 조찬회에 참석했다. 참석자 7명은 아침 식사를 하면서 대만의 전자산업 발전을 계획했고,  RCA의 반도체 기술을 인수하기 위해 1000만 달러를 지불하기로 합의했다.
회의 후 Pan은 주로 중국계 미국인 대학 연구원과 IBM , Bell Labs 등 주요 기업의 고위 임원으로 구성된 미국 기술 자문 위원회를 설립하고 의장을 맡아 대만의 집적 회로 (IC) 산업 발전을 주도했다 .  그는 또한 장관이 대만 산업 기술 연구소 (ITRI) 산하에 전자 연구 및 서비스 조직(ERSO)을 설립하기 위해 미국에서 중국 엔지니어를 식별하고 모집하는 것을 도왔다 .  판은 반도체 산업에서 손을 떼기로 결정한 RCA를 설득하여 자사의 구식 7미크론 CMOS 기술을 ITRI에 판매했다. 40명의 ERSO 엔지니어가 RCA로 파견되어 1년 동안 교육을 받았고, RCA는 ERSO가 1977~1978년에 첫 번째 웨이퍼를 생산하는 첫 번째 IC 제조 공장을 건설하도록 도왔다. 1979년까지 ERSO 공장은 RCA 자체보다 더 나은 생산량을 달성했다.  Pan의 신병 그룹은 나중에 대만 반도체 산업의 거의 전체 고위 리더십을 구성했다.

## 죽음과 유산
판은 1995년 1월 3일 82세의 나이로 미국에서 사망했다.  그때까지 대만은 첨단 8인치 웨이퍼 처리 기술을 개발하고 반도체 제조 분야의 세계적 리더가 되었다.  판의 공헌을 기념하기 위해 ITRI와 많은 업계 리더들이 공동으로 판 원 위안재단을 설립했다. 2004년 재단은 대만 반도체 산업에 큰 공헌을 한 사람들을 포상하기 위해 판원위안상(Pan Wen Yuan Prize)을 제정했다. 수상자로는 TSMC 창업자인 Morris Chang (2006) 과 Acer Inc. 창업자인 Stan Shih (2010)가 있다.
Pan은 대만에서 공부하거나 정착하거나 유급 근무를 한 적이 없음에도 불구하고 대만 IC 산업의 "아버지"로 존경받고 있다.
1. ↑  “"潘文淵博士生平" 에서 확인함”.
2. ↑  “"Stanford University"에서 확인함”.
3. ↑  “RCA Engineer에서 확인함”.
4. ↑  Rowen, Henry S.; Walter H. Shorenstein Asia Pacific Research Center, 편집. (2007). 《Making IT: the rise of Asia in high tech》 Orig. print판. Stanford, Calif: Stanford Univ. Press. ISBN 978-0-8047-5386-9.
5. ↑  “https://pan.itri.org.tw/foundation/found_content.aspx?nid=7867C287B0723DE6에서 확인함”. |title=에 외부 링크가 있음 (도움말)